# Филип II (Испания)
Вижте пояснителната страница за други личности с името Филип II.
Филип II Испански (на испански: Felipe II de España) е крал на Испания (1556 – 1598), крал на Неапол и Сицилия (1554 – 1558) и крал на Португалия под името Филип I (1580 – 1598). Филип II е самообявилият се водач на католическата Контрареформация в Европа.

## Произход и ранни години
Роден на 21 май 1527 г. във Валядолид, Кралство Кастилия и Леон, той е единственият оцелял законен син на император Карл V и кралица Изабела Португалска.

### Детство и възпитание
Баща му Карл, императорът на Свещена Римска империя и наследник на хабсбургските земи, а от 1516 г. също крал на Испания, цял живот неуморимо пътешества по Европа и Северна Африка. Заради политически съображения Филип е отглеждан в Испания. Въстанието на „комунерос“, което на Карл се налага да потуши в началото на своето управление, ясно показало на краля, че в неговата държава испанските интереси изискват особено внимание. Затова, с цел подобряване на добросъседските отношения и възможно наследство, през 1526 г. той взема за съпруга Изабела Португалска и оставя родения в следващата година престолонаследник да бъде възпитаван в Испания. Така Филип, първият и единствен законен наследник на испанския крал и германски император Карл V, преживява детството и младостта си, по същество, в два града, Толедо и Валядолид.
До седем години Филип расте в кръга на семейството, с майка си Изабела и сестра си Мария Испанска. Баща му Карл идва в Испания за кратки отрязъци от време: 1527 – 1529, 1534, 1537 – 1539 и 1541 – 1543, останалото време, държавните дела изискват неговото присъствие в Италия, Германия и преди всичко в Нидерландия.
Когато умира майка му, Филип е почти на дванадесет години. В безметежната обстановка на детските му години у него се развива дълбока любов към природата. Впоследствие, през целия му живот, излетите сред природата, риболова и лова стават за него желана и най-добра почивка след тежките държавни дела. Филип от детството си се отличава с дълбока религиозност. Той обича също музиката и придава голямо значение на това да приобщи към нея и своите деца. Чрез писмата на Филип, когато е вече на петдесет години и му се налага да прекара в Лисабон две години без своите малки деца, се разкрива образа му на любящ баща: той се тревожи за здравето на малчуганите, интересува се от първия зъб на сина си и се грижи той да получи книжка с картинки за оцветяване.
През 1535 г. за седемгодишния Филип е създаден собствен двор, състоящ се примерно от около 50 деца на испански аристократични фамилии. С този двор за Филип започва широката програма за образование и възпитание му. Императорът лично избира учителите и възпитателите по критериите описани от Еразъм Ротердамски през 1516 г. в трактата „Възпитание на християнските принцове“. Главни учители на Филип стават Хуан Мартинес Силесео и Хуан Кристобал де Естрея, и двамата, учени с име. За възпитател на принца е поставен Хуан де Сунига, доверен съветник на императора.
Под ръководството на наставниците у Филип за цял живот се развива любов към четенето. Към момента на смъртта му неговата лична библиотека наброява 14 000 тома. Сред книгите, които чете Филип II, редом с многочислените класически автори, са Еразъм Ротердамски, Албрехт Дюрер, Николай Коперник, Пико делла Мирандола и много други, даже Корана. Но в това негово разностранно образование има основен пропуск – съвременните чужди езици, което предвид размерите на испанската държава, впоследствие е съществен недостатък. Немски език Филип въобще не владеел, на италиански и френски можел да прочете нещо, но главното е, че никак не говори нидерландски. Веднъж даже това довежда до неудобна ситуация: през 1555 година Филип получава управлението на Нидерландия от абдикиралия си баща и след първите думи се налага да прекъсне своята френскоезична реч, която се наложило да дочете кардинал Антоан Перено дьо Гранвел.

### Приобщаване на Филип към управлението на държавата
Император Карл се опитва лично, посредством писма и специални инструкции от 1539, 1543 и 1548 години, да наставлява своя син по въпросите на образа на живота на регент, а така за управлението. Карл указва на сина си да спазва голяма политическа отговорност и необходимост от надежда за Бога. Той призовава Филип към справедливост и съразмерност във всички решения, подбужда го да защитава старата вяра, и при никакви обстоятелства да не допуска в своето кралство еретици и при необходимост да ги преследва с помощта на Инквизицията. Карл му разяснява политическата конюнктура в своята държава и в Европа, като особено настоява, Филип в държавните дела да не попада в зависимост от отделни съветници и съхранявайки суверенитет в монархическите решения.

#### Регентство на Филип (1543 – 1548). Брак с Мария-Мануела Португалска (1554)
Годините на първото регентство на Филип (1543 – 1548) стават за него първа и най-важна практика в испанската политика. Поддържан от опитната върхушка на Съветите, а така постоянно съгласувайки всички въпроси с баща си, Филип изпълнява двойна функция. От една страна, той действа като отговорен регент на испанското кралство. Затова, съблюдавайки испанските интереси, Филип през 1543 година се жени за дъщерята на португалския крал, Мария-Мануела, която умира две години по-късно след раждането на сина им Дон Карлос. От друга страна, Филип е длъжен внимателно да следи за действията на баща си в Германия, за да има възможност да мобилизира за скъпо струващата имперска политика ресурсите на Испания, особено парични средства. Когато през 1547 година Карл накрая успява да надделее над протестантите в империята, той стига върха на своето могъщество. Това, както и обстоятелството, че синът на неговия брат Фердинанд I, когото готвели за император, симпатизира на протестантството, подбужда императора да се реши да подготвя Филип за императорския престол. На Филип било наредено да се премести в Германия и Нидерландия. Едва през 1559 година на Филип е съдено да се върне в Испания, но годините 1548 – 1559 стават за него прекрасна школа за европейската политика.

#### Пътуване из Европа (1548 – 1551)
Така през есента на 1548 година с повече от двехилядна свита Филип напуска Испания и се отправя в Италия, където прави посещения на Генуа, Милано, Мантуа и Тренто; след това прехвърляйки се през Алпите, той посещава Мюнхен, Шпайер и Хайделберг, след това през Люксембург достига Брюксел, където се среща с баща си. Пътешествието се съпровожда с безкрайни празненства и пирове, в които Филип, достигнал двадесет и една година, взема дейно участие. Тогава, присъствайки почти година (от юли 1550 до май 1551) в Аугсбургкия райхстаг, той се запознава със своя чичо, крал Фердинанд I, с неговия син и наследник Максимилиан II и с най-важните князе на империята. В предходната година, Филип обикаля Нидерландия за опознаване на страната, която се научава да цени. Впечатленията, натрупани в Нидерландите, повлияват впоследствие за архитектурата на издиганите от него сгради и паркове в Испания, в чието планиране той взема дейно участие. Влюбва се в нидерландската живопис; скоро в неговата колекция се събират 40 картини само на Йеронимус Бош. В тези години Филип е пленен от Нидерландия, която впрочем му е съдено да бъде „най-болното място“ на неговото управление.

#### Брак с Мария I Тюдор (1554). Възкачване на Испанския престол
През 1551 година Филип за три години се връща в Испания и се опитва там да действа пределно самостоятелно, за да се застъпи за баща си против въстанието на германските князе – впрочем неуспешно. Карл V и Филип губят властта в империята. Фердинанд I и неговия син Максимилиан II успяват да наложат своите интереси против испанската линия на Хабсбургите. Карл в края на краищата отстъпва на брат си австрийската титла и императорството в Германия, но обезпечава на своя син Филип италианските и нидерландските владения. Последните той се надява стратегически да защити по пътя на женитбата на Филип през 1554 година със значително по-възрастната кралица на Англия Мария I Тюдор. За тази цел на Филип е предадено Неаполитанското кралство, и той се премества в Лондон. Филип е обявен е за крал на Англия (единственият принц-консорт в историята на Англия, който получава тази титла). Брачните клаузи обаче са много строги и гарантират пълна независимост на двете страни.
След година Карл, чието здраве се влошава, му предава Нидерландия, накрая, през януари 1556 година – испанското кралство. Още две години бащата наставлява сина си в писма, докато през септември 1558 година Карл V не умира в избрания от самия него приют в манастир в Сан-Херонимо де Юсте, близо до Хараис де ла Вера в Естремадура. След два месеца умира съпругата на Филип, Мария Тюдор, без да остави наследник, и Филип престава да бъде крал на Англия. Това му позволява през 1559 година да се върне в Испания. Тридесет и две годишният Филип, благодарение на несгодите в личния си живот и петнадесетгодишния си политически опит в Испания и Европа, става зрял мъж и като никой друг от европейските управници от своето време е подготвен да поеме отговорността за съдбата на тази световна държава.

## Управление

### Самосъзнание, цели и работоспособност
За да се разбере Филип като управник е важно, че той съвършено сериозно смята себе си за отговорен пред Бога за спасението на душите на своите поданици. Филип вижда себе си като крал на Испанското кралство, глава на Хабсбургската династия, както и владетел Нидерландия и император на Свещената Римска империя. Главната му цел е съхранение и разширение на владенията на Хабсбургите, защитата им от турците, сдържане на Реформацията и борба с нейните привърженици по пътя на реформите на католическата църква в Европа.
Имайки принципно същите цели, които има неговият баща, Филип изменя и модернизира инструментите и методите на осъществяването на своята политика. Противно на Карл V, той управлява своята държава изцяло от своята постоянна резиденция; за времето на своето управление той само две години живее в Португалия, след като успява през 1580 година да заеме португалския трон. За разлика от баща си той не участва във военни походи, предоставяйки това на своите военачалници. През 1561 година Филип избира за своя резиденция Мадрид, в близост до която по негово разпореждане в периода от 1563 до 1586 година е построен Ескориал – символичен център на неговата власт, съчетаващ в себе си кралска резиденция, манастир и династична гробница. С пренасянето на двора и централните органи на властта в Мадрид, Филип осъществява за Испания това, което във Франция и Англия вече е било завършено. От този момент Мадрид се превръща в испанска столица.
Стилът на управление на Филип е авторитарен и бюрократически. Следвайки съветите на баща си, той следи да не попадне в зависимост от отделни съветници. Малко представители на висшата испанска аристокрация, например, Фернандо Алварес де Толедо, херцог Алба, са привлечени от Филип в централните органи на управление за решаване на външнополитически и военни въпроси. На грандовете той възлага отговорности на вицекрале и посланици при европейските дворове, отделяйки ги от централната власт. Главни помощници на Филип в Испания са основно, учени проповедници, често с духовни звания, получили образование във водещи университети и колежи в Кастилия, на първо място в Саламанка и Алкала де Енарес. При избор в Съветите и особено, при назначение отговорни чиновници кралят взема решение след щателни консултации и винаги лично.
Най-важни централни органи на власт са Съветите, които в Кастилия се трансформират от времената на Католическите крале в кралски съвет в края на XV век и се усъвършенстват от Карл V. Част от Съветите имат доста тежки функции, като: Държавният съвет е най-важният орган за решения по външнополитическите работи на цялата държава; Финансовият съвет е отговорен за решенията по финансовите въпроси; окончателно се оформя едва при Филип Военен съвет. Надрегионална компетентност има, преди всичко, създаденият още през 1483 година Съвет на Инквизицията, който става най-важният централен орган в монархията на Филип.

### Вътрешна политика
Филип II извършва и множество административни реформи, превръщайки Испания в една от първите модерни държави. Той ликвидира средновековния феодализъм и създава централизирана бюрократична и образована администрация, в която постове заемат и аристократи. Подпомага образованието и извършва цялостна реформа на пътищата. В областта на вътрешната политика издига авторитета на Католическата църква и ликвидира огнищата на протестантството, най-вече във Валядолид и Севиля.
Един от основните проблеми в областта на вътрешната политика е този за наследника на титлата. Първородният син Карлос е с психическо разстройство. След няколко големи скандала (като този да прободе публично херцог Алба) баща му го затваря в отдалечен замък. Там през 1568 г. Карлос умира от изтощение поради отказ да приема храна. От втората си съпруга Мария I Тюдор няма деца, а от третия брак с Елизабет Валоа се раждат две дъщери. Четвъртата съпруга Анна Австрийска ражда четирима сина, трима от тях умират много малки. Най-малкият от тях Филип, роден през 1578 г., доживява зряла възраст и наследява Филип II.

### Външна политика
Външната политика на Филип II се характеризира с войни срещу Франция, Холандия, Османската империя и Англия. Причина за войните с Франция е подкрепата, която тя оказва на бунта срещу испанското управление в Холандия. По клаузите на сключения през 1559 г. мир, Франция признава испанското превъзходство, както и нейните интереси в Италия. Мирът е скрепен и с династичен брак между Филип и Елизабет Валоа.

#### Борба с мюсюлманите. Свещена лига. Лепанто
През 1560-те години води сухопътна и морска война против берберите (предимно успешна за Филип). Филип вижда в нея не само дело от държавна важност, но и въпрос, от който е заинтересовано цялото християнство. В още по-голяма степен смята така и за войната с турците.
През 1571 г. по инициатива на Пий V е образувана „Свещената лига“ от Венеция, Испания, Генуа, Савоя и още някои малки италиански държави. Испания получава ръководна роля в коалицията; Филип назначава за главен адмирал своя еднокръвен брат Дон Хуан Австрийски, който удържа пълна победа над турците в битката при Лепанто. Тази победа няма непосредствени материални резултати за Испания, но много издига престижа на испанския флот в очите на Европа. Войната с Турция продължава с прекъсвания до края на управлението на Филип.

#### Нидерландска революция
Усмиряването и изселването на мориските, жестокото преследване на мюсюлманите, евреите и протестантите способстват за икономическия упадък на страната, забележим още в първите десетилетия от управлението на Филип; но Испания запазва политическото си могъщество до разгара на въстанието в Нидерландия. Това въстание в значителна степен е предизвикано от самия Филип, безусловно въвеждащ и налагащ инквизицията в тази страна. Филип е ненавистен за нидерландците; от самото начало на управлението си на всички жалби и молби Филип отвръщал със заповед Калвинистите да се избиват без снизхождение. Когато през 1565 – 1567 години съпротивителното движение нараства, Филип казва, че ще въздаде „възмездие за оскърбяването на Бога“ и неговите светини (католическите храмове), и изпраща в Нидерландия херцог Алба (Железния херцог), един от най-добрите си военачалници. По време на терора, започнат от Алба, Филип остава най-дейния вдъхновител на всички негови жестоки действия. От всички приемници на Алба, нито един не успява да сключи мир. Всички техни опити, насочени към тази цел, упорито били проваляни от Филип, който не напускал своя любим, мрачен, уединен дворец Ескориал и водел оттук огромна, ежедневна преписка със своите наместници и военачалници.
През 1581 година Генералните щати на Нидерландия в Хага лишават Филип от нидерландските му владения; а в това време против него се вдига нов, още по-опасен враг – Кралство Англия. Макар и необявена, от 1585 г. Испания води реална война с Англия.

#### Борба против Англия. „Непобедимата армада“
Още като наследник на престола, през 1554 година, Филип се жени за Мария I Тюдор (Кървавата Мери). Когато тя умира, той изразява желание да се ожени за нейната приемница Елизабет I, но последната изкусно отклонява това предложение. По времето, когато растат успехите на Нидерландите срещу испанците, Елизабет показва съчувствие към тяхното дело. Френсис Дрейк, покровителстван от английското правителство авантюрист, напада бреговете зад атлантическите владения на Испания, без да щади понякога и бреговете на Пиренейския полуостров. Накрая, когато Елизабет праща голям отряд пехота и артилерия в помощ на нидерландците, Филип решава да нанесе решителен удар на „еретичката“; обезглавяването на шотландската католическа кралица Мария Стюарт само ускорява това решение.
През 1588 година Филип праща към бреговете на Англия под командването на херцог Медина-Сидония огромен флот (130 големи военни кораба) – „Непобедимата Армада“, която е разпръсната от бури и разбита от удачни нападения на отбранителните английски ескадри. Филип приема известието за това нещастие с необикновено външно спокойствие, но на практика, както става ясно за приближените му, това доста силно го потиснало. Той така и не сключва мир с Елизабет до края на своя живот. Испания е подложена на жестоки нападения от страна на английския флот: хазната на Филип била до такава степен изтощена, че той не успява да построи нов силен отбранителен флот, макар и малък. Англичаните извършват много рисковани набези: например, малко преди смъртта на Филип те опожаряват Кадис.

#### Отношения с Франция
Неудачната война на Испания с Англия развързва ръцете както на въстаналите и отцепили се Нидерланди, така и на Анри III Валоа (а после Анри IV Бурбон); и Нидерландите, и Франция почувствали себе си по-свободни: първите – от упоритите военни противоборства с испанските десанти, втората – от дипломатическите претенции и интриги от страна на Филип, отдавна в тесни отношения с херцозите Гиз. Всички негови планове, които той осъществява чрез помощта на френската католическа партия, и даже опитът му да сложи дъщеря си на френския престол завършват с пълен провал. По време на борбата на католическата лига с Анри Бурбон той оказва дейна, но безплодна поддръжка на Лигата. Въобще, многогодишните негови дипломатически тайни и явни отношения с френския двор (отначало с Катерина Медичи и Шарл IX, след това с херцозите Гиз) дават много доказателства за двуличността, вероломството и религиозния фанатизъм на Филип. Мир с Франция (Вервенския договор) той сключва едва през 1598 г., няколко месеца преди смъртта си.

#### Португалия
Основна статия: Втора криза на португалското наследство
Друг триумф е присъединяване на Португалия. През 1578 година португалския крал Себащияу I загива по време на североафриканската експедиция. Филип, основава на правото си на наследяване по родство и на богати подаръци, които давал на португалската аристокрация, решава да завземе португалския престол. Сред португалците възниква слаба национална партия, опитваща се да окаже на Филип въоръжена съпротива, но испанската армия почти без борба заема цялата страна (през 1580 година), а след няколко месеца португалските кортеси провъзгласяват Филип за португалски крал.

#### Колониална политика
Филип проявява заинтересованост по въпросите за жизнеността на испанските колонии в Америка: още като принц, през 1553 г,. той разрешава за печат фактически първата книга за Южна Америка на историка Педро де Сиеса де Леон – „Хроника на Перу“, полагайки началото за изучаване на този материк от европейци.

### Смърт
Безкрайните войни, почти винаги неудачни и варварското преследване на трудолюбивото и търговско население в държавата заради религиозни убеждения, води до пълно банкрутиране и нищета в Испания към края на живота на Филип. Той умира от мъчителна болест – подагра, като към физическите страдания от болестта, той се отнася със свойствения му пословичен стоицизъм.

## Бракове и деца
Първи брак: на 15 ноември 1543 г. с Мария Мануела Португалска (1527 – 1545); имат един син:
- Дон Карлос Испански (8 юли 1545 – 12 юли 1545)

- Мария Мануела Португалска
- Дон Карлос

Втори брак: на 25 юли 1554 с Мария I Тюдор (1516 – 1558), кралица на Англия; нямат деца
- Мария I Тюдор през 1554 г.

Трети брак: на 2 февруари 1560 г. с Елизабет Валоа (1545 – 1568); имат две дъщери:
- Изабела-Клара Испанска (1566 – 1633), омъжена за Албрехт VII Австрийски, щатхалтер на Испанска Нидерландия
- Каталина-Микаела Испанска (1567 – 1597), омъжена за Карл Емануил I, херцог Савойски

- Елизабет Валоа
- Изабела-Клара Испанска
- Каталина-Микаела Испанска

Четвърти брак: на 14 ноември 1570 г. с Анна Австрийска (1549 – 1580); имат пет деца:
- Фердинандо (1571 – 1578)
- Карлос-Лоренцо (1573 – 1575)
- Диего-Феликс (1575 – 1582)
- Филип (1578 – 1621), бъдещият крал Филип III
- Мария (1580 – 1583)

- Анна Австрийска
- Фердинандо
- Диего-Феликс
- Филип III

## Генеалогия
| Максимилиан | Максимилиан | Максимилиан | Максимилиан | Максимилиан     | Максимилиан     |                 |                 | Мария Бургундска | Мария Бургундска | Мария Бургундска | Мария Бургундска | Мария Бургундска | Мария Бургундска |        |        | Фернандо II | Фернандо II | Фернандо II | Фернандо II | Фернандо II     | Фернандо II     |                 |                 | Изабела Кастилска | Изабела Кастилска | Изабела Кастилска | Изабела Кастилска | Изабела Кастилска | Изабела Кастилска |  |  | Фернанду Португалски | Фернанду Португалски | Фернанду Португалски | Фернанду Португалски | Фернанду Португалски | Фернанду Португалски |          |          | Беатрис Визеу | Беатрис Визеу | Беатрис Визеу | Беатрис Визеу | Беатрис Визеу       | Беатрис Визеу       |                     |                     | Фернандо II         | Фернандо II         | Фернандо II | Фернандо II | Фернандо II                             | Фернандо II                             |                                         |                                         | Изабела Кастилска                       | Изабела Кастилска                       | Изабела Кастилска | Изабела Кастилска | Изабела Кастилска | Изабела Кастилска |  |  |
| Максимилиан | Максимилиан | Максимилиан | Максимилиан | Максимилиан     | Максимилиан     |                 |                 | Мария Бургундска | Мария Бургундска | Мария Бургундска | Мария Бургундска | Мария Бургундска | Мария Бургундска |        |        | Фернандо II | Фернандо II | Фернандо II | Фернандо II | Фернандо II     | Фернандо II     |                 |                 | Изабела Кастилска | Изабела Кастилска | Изабела Кастилска | Изабела Кастилска | Изабела Кастилска | Изабела Кастилска |  |  | Фернанду Португалски | Фернанду Португалски | Фернанду Португалски | Фернанду Португалски | Фернанду Португалски | Фернанду Португалски |          |          | Беатрис Визеу | Беатрис Визеу | Беатрис Визеу | Беатрис Визеу | Беатрис Визеу       | Беатрис Визеу       |                     |                     | Фернандо II         | Фернандо II         | Фернандо II | Фернандо II | Фернандо II                             | Фернандо II                             |                                         |                                         | Изабела Кастилска                       | Изабела Кастилска                       | Изабела Кастилска | Изабела Кастилска | Изабела Кастилска | Изабела Кастилска |  |  |
|             |             |             |             |                 |                 |                 |                 |                  |                  |                  |                  |                  |                  |        |        |             |             |             |             |                 |                 |                 |                 |                   |                   |                   |                   |                   |                   |  |  |                      |                      |                      |                      |                      |                      |          |          |               |               |               |               |                     |                     |                     |                     |                     |                     |             |             |                                         |                                         |                                         |                                         |                                         |                                         |                   |                   |                   |                   |  |  |
|             |             |             |             | Филип Кастилски | Филип Кастилски | Филип Кастилски | Филип Кастилски | Филип Кастилски  | Филип Кастилски  |                  |                  |                  |                  |        |        |             |             |             |             | Хуана Кастилска | Хуана Кастилска | Хуана Кастилска | Хуана Кастилска | Хуана Кастилска   | Хуана Кастилска   |                   |                   |                   |                   |  |  |                      |                      |                      |                      | Мануел I             | Мануел I             | Мануел I | Мануел I | Мануел I      | Мануел I      |               |               |                     |                     |                     |                     |                     |                     |             |             | Мария Арагонска (кралица на Португалия) | Мария Арагонска (кралица на Португалия) | Мария Арагонска (кралица на Португалия) | Мария Арагонска (кралица на Португалия) | Мария Арагонска (кралица на Португалия) | Мария Арагонска (кралица на Португалия) |                   |                   |                   |                   |  |  |
|             |             |             |             | Филип Кастилски | Филип Кастилски | Филип Кастилски | Филип Кастилски | Филип Кастилски  | Филип Кастилски  |                  |                  |                  |                  |        |        |             |             |             |             | Хуана Кастилска | Хуана Кастилска | Хуана Кастилска | Хуана Кастилска | Хуана Кастилска   | Хуана Кастилска   |                   |                   |                   |                   |  |  |                      |                      |                      |                      | Мануел I             | Мануел I             | Мануел I | Мануел I | Мануел I      | Мануел I      |               |               |                     |                     |                     |                     |                     |                     |             |             | Мария Арагонска (кралица на Португалия) | Мария Арагонска (кралица на Португалия) | Мария Арагонска (кралица на Португалия) | Мария Арагонска (кралица на Португалия) | Мария Арагонска (кралица на Португалия) | Мария Арагонска (кралица на Португалия) |                   |                   |                   |                   |  |  |
|             |             |             |             |                 |                 |                 |                 |                  |                  |                  |                  |                  |                  |        |        |             |             |             |             |                 |                 |                 |                 |                   |                   |                   |                   |                   |                   |  |  |                      |                      |                      |                      |                      |                      |          |          |               |               |               |               |                     |                     |                     |                     |                     |                     |             |             |                                         |                                         |                                         |                                         |                                         |                                         |                   |                   |                   |                   |  |  |
|             |             |             |             |                 |                 |                 |                 |                  |                  |                  |                  | Карл V           | Карл V           | Карл V | Карл V | Карл V      | Карл V      |             |             |                 |                 |                 |                 |                   |                   |                   |                   |                   |                   |  |  |                      |                      |                      |                      |                      |                      |          |          |               |               |               |               | Изабела Португалска | Изабела Португалска | Изабела Португалска | Изабела Португалска | Изабела Португалска | Изабела Португалска |             |             |                                         |                                         |                                         |                                         |                                         |                                         |                   |                   |                   |                   |  |  |
|             |             |             |             |                 |                 |                 |                 |                  |                  |                  |                  | Карл V           | Карл V           | Карл V | Карл V | Карл V      | Карл V      |             |             |                 |                 |                 |                 |                   |                   |                   |                   |                   |                   |  |  |                      |                      |                      |                      |                      |                      |          |          |               |               |               |               | Изабела Португалска | Изабела Португалска | Изабела Португалска | Изабела Португалска | Изабела Португалска | Изабела Португалска |             |             |                                         |                                         |                                         |                                         |                                         |                                         |                   |                   |                   |                   |  |  |
|             |             |             |             |                 |                 |                 |                 |                  |                  |                  |                  |                  |                  |        |        |             |             |             |             |                 |                 |                 |                 |                   |                   |                   |                   |                   |                   |  |  |                      |                      |                      |                      |                      |                      |          |          |               |               |               |               |                     |                     |                     |                     |                     |                     |             |             |                                         |                                         |                                         |                                         |                                         |                                         |                   |                   |                   |                   |  |  |
|             |             |             |             |                 |                 |                 |                 |                  |                  |                  |                  |                  |                  |        |        |             |             |             |             |                 |                 |                 |                 |                   |                   |                   |                   | Филип             |                   |  |  |                      |                      |                      |                      |                      |                      |          |          |               |               |               |               |                     |                     |                     |                     |                     |                     |             |             |                                         |                                         |                                         |                                         |                                         |                                         |                   |                   |                   |                   |  |  |